# Kim Kreiner

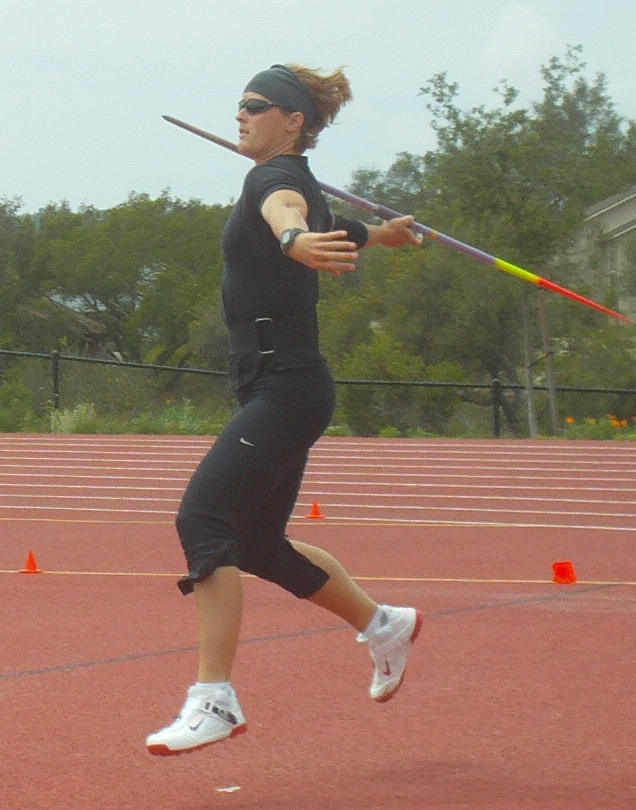
Kim Kreiner, 2012

Kim Kreiner (eigentlich Kimberly A. Kreiner; * 26. Juli 1977 in Akron) ist eine ehemalige US-amerikanische Speerwerferin.
2003 siegte sie bei den Panamerikanischen Spielen in Santo Domingo und schied bei den Leichtathletik-Weltmeisterschaften in Paris/Saint-Denis in der Qualifikation aus.
Auch bei den Olympischen Spielen 2004 in Athen und den WM 2005 kam sie nicht über die erste Runde hinaus. 2006 wurde sie Achte beim Leichtathletik-Weltcup in Athen.
Bei den Olympischen Spielen 2008 scheiterte sie in der Vorrunde.
Viermal wurde sie US-Meisterin (2001, 2004–2006). Insgesamt stellte sie fünf US-Rekorde auf, zuletzt mit 64,19 m am 16. Mai 2007 in Fortaleza. Diesen Rekord hatte sie bis zum 25. Juni 2010, als Kara Patterson bei der US-Meisterschaft in Eugene 66,67 m warf.